# Le armi valorose
Le armi valorose (it.: Die heldenhaften Waffen) ist eine Enzyklika vom 12. Juli 1831. Darin dankte Papst Gregor XVI. dem österreichischen Kaiser Franz I. dafür, dass die kaiserlich-königliche Armee „Ruhe und Ordnung“ im Kirchenstaat wiederhergestellt hatte. Damit bezieht er sich darauf, dass sie den Aufstand der Carbonari niedergeschlagen hatten. Die Carbonari und liberal gesonnene Bürger, die die päpstliche Herrschaft abschütteln wollten, hatten sich im Februar 1831 erhoben, insbesondere in Bologna, in Reggio Emilia, in Imola, in Faenza, in Ancona, in Ferrara und in Parma. Die österreichischen Truppen seien, so der Papst, „gekommen, um die Unterdrückten zu befreien und die Unterdrücker in Schach zu halten“. Es habe ihn geschmerzt, dass er gezwungen gewesen sei, „das Schwert der Gerechtigkeit zu führen“. Seinen Untertanen bot er „mit väterlicher Zärtlichkeit“ an, dass diejenigen, „die Unsere Gnade verspielt haben, sie zurückgewinnen können, wenn sie zweifelsfreie Beweise für ihre Reue vorlegen“.